# Mario Ǵurovski
Mario Ǵurovski (en macédonien : Марио Ѓуровски) est un footballeur international macédonien né le 11 décembre 1985 à Belgrade. Il joue au poste de milieu offensif dans les années 2000 et 2010, et est actuellement l'entraîneur du Muangthong United.

## Carrière

### Buts internationaux
| # | Date             | Lieu                                | Adversaire  | Score | Résultat | Compétition             |
| - | ---------------- | ----------------------------------- | ----------- | ----- | -------- | ----------------------- |
| 1 | 29 mai 2010      | Lind Stadium, Villach (Autriche)    | Azerbaïdjan | 3 - 1 | 3 - 1    | Amical                  |
| 2 | 7 septembre 2010 | Philip II Arena, Skopje (Macédoine) | Arménie     | 1 - 1 | 2 - 2    | Éliminatoires Euro 2012 |